# Dunhill (cigarette)
Pour les articles homonymes, voir Dunhill (homonymie).
Dunhill est une marque de cigarettes britannique, actuellement détenue et fabriquée par British American Tobacco. 
La marque porte le nom du buraliste et inventeur anglais Alfred Dunhill. Au Royaume-Uni, ils sont enregistrés et fabriqués à Westminster, à Londres.

## Histoire
Dunhill a été fondée à Londres le 10 mars 1907 et le buraliste et inventeur Alfred Dunhill a ouvert un petit bureau de tabac sur Duke Street dans le quartier de St James's. Il proposait des mélanges de tabac adaptés à chaque client. Dunhill a été introduit en 1908. Il a été conçu pour contrer tout risque perçu pour la santé et avait une première mondiale avec un filtre en coton. Son slogan était la « Cigarette hygiénique ». Les cigarettes Dunhill avaient un mandat royal de 1927 à 1995. 
En 1939, la marque a été introduite aux États-Unis par Philip Morris USA qui a loué les droits de commercialisation pour les États-Unis et en 1962, Dunhill International a été introduit.
Le prix des cigarettes Dunhill est généralement supérieur à la moyenne des cigarettes de la région où elles sont vendues, en raison de l'utilisation de tabac de meilleure qualité. 

## Produits de la gamme
- Dunhill rouge
- Dunhill bleu
- Dunhill International rouge
- Dunhill International bleu